# Poslední člověk
Poslední člověk (anglicky Last Human) je třetí ze čtyř humoristických vědeckofantastických románů ze série Červený trpaslík, kterou napsal Doug Naylor. Kniha vyšla v originále v roce 1995.
Česky knihu vydalo nakladatelství Argo v roce 2003 v překladu Ladislava Šenkyříka. V roce 2020 vyšla v Argu v souhrnném vydání nazvaném Červený trpaslík – omnibus.
Autor knihy Doug Naylor dlouhodobě spolupracuje s Robem Grantem, v osmdesátých letech se živili 3 roky jako tvůrci seriálu Spitting Image, pro rozhlasovou stanici Radio Four napsali Son of Cliché a vytvořili kultovní seriál Červený trpaslík.

## Námět
Třetí pokračování knižní série Červený trpaslík popisuje další eskapády povedené kosmické partičky. Kryton se transformoval z androida na člověka. Lister se rozdvojil a jeho dvojník způsobil v galaxii pořádný masakr. Situaci se snaží zachránit Rimmerův ztracený syn Michael R. McGruder, ale neuspěje a na scénu tak nastupuje jeho otec Arnold J. ...

## Kapitoly
- Prolog
- Část první: Kybérie
- Část druhá: Časová vidlička
- Část třetí: Hněv